# La Paz (Honduras)
Pour les articles homonymes, voir La Paz (homonymie).
 La Paz   est la capitale du Département de La Paz.

## Géographie
D'une superficie de 207,5 km², la commune de La Paz compte, en 2010, une population de 41 250 habitants.